# Geologislingan
Geologislingan är en iordningställd längre vandringsled med informationsskyltar som synliggör istidens effekter på landskapet. Allt som allt omfattar Geologislingan 11 mil i trakterna runt Malingsbo, Baggådalen och Riddarhyttan.
Rullstensåsar och dödisgropar är exempel på lämningar från istiden. Man kan vandra leden ensam eller få guidade turer. I trakterna kring Riddarhyttan ligger slingan delvis belägen på banvallen efter Köping-Uttersberg-Riddarhyttans Järnväg.